# インターネットサイエンス

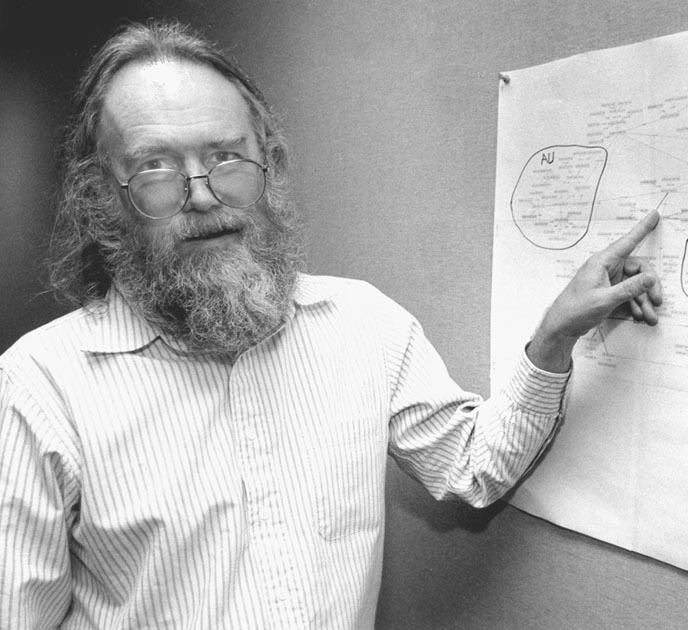
1973年、ピーター・T・キルシュタインは、アーパネットの最初の2つの国際ノードのうちの1つを設立した。1983年初頭には、NATO6カ国が参加する国際協力委員会の議長を務め、NATO科学委員会のネットワーキング・パネル（2001年には議長を務める）、オーストラリア研究評議会、カナダ通信省、ドイツGMD、インド教育研究ネットワーク（ERNET）プロジェクトの諮問委員会の委員を務める。また、南コーカサスと中央アジアの新独立国家に衛星ベースのインターネット・アクセスを提供するシルク・プロジェクトを率いている。
I

インターネットサイエンスまたはインターネット科学は、インターネットと社会における共進化のあらゆる側面を検証する科学である。インターネットサイエンスは、インターネットがその「本拠地」に与える影響に対応しなければならなかったり、特定の概念的・方法論的貢献を提供しなければならなかったりする、幅広い学問分野の交差点や隙間で活動する。これらには、多くの自然科学（複雑系科学、コンピュータ科学、工学、生命科学、数学、物理学、心理学、統計学、システム生物学、進化生物学など）、社会科学（人類学、経済学、哲学、社会学、政治学など）、人文科学（芸術、歴史、言語学、文学、歴史など）、そして伝統的な学部の境界を越える既存の学際領域（技術、医学、法学など）が含まれる。ノシール・コントラクター教授らは、計算社会科学、ネットワーク科学、ネットワーク工学、ウェブ科学の交差点にこの分野を位置づけている。インターネットを形成し、それによって形成される社会の役割を理解することで、インターネットサイエンスは、ウェブ・サイエンスがウェブをケアするのと同じように、インターネットをケアすることを目指している。この学際的分野における共通言語には、インターネット標準とそれに関連する実装、社会的プロセス、インターネット・インフラ、政策などがある。
多くの学問分野が、異なる分析ツール、設計、言語でインターネット科学を支えている。学問分野間で生産的かつ効果的な対話を行うには、協力のインセンティブが必要である。インターネット科学の3大要素は、「学際的な融合」、「観測可能性」、「建設的な実験」である。
欧州委員会は、2011年12月から2015年5月にかけて、FP7資金調達プログラムの下、インターネット科学に関する卓越性ネットワーク（プロジェクトの略称EINS）に資金を提供した。2015年5月現在、ネットワークには48の大学・研究機関と180人の所属研究者が加盟している。2013年4月と2015年5月に2つの主要な国際インターネット科学会議が開催され、2014年5月にはボローニャ大学でアンカンファレンスが開催されたほか、Human Behavior and the Evolution of Society（人間行動と社会の進化）などの国際学術会議や、2013年  の国連インターネットガバナンスフォーラムなどの国際政府間・マルチステークホルダー会議でも公式ワークショップが開催された。

## 研究
現在のインターネット科学研究の重要な分野には、以下のようなものがある：

### ネット中立性
ネット中立性とは、インターネット・サービス・プロバイダーが、そのネットワーク上のすべてのトラフィックを平等に扱うべきというルールである 。つまり、企業はウェブ上のいかなるウェブサイトのコンテンツに対しても、アクセスを遅くしたり、ブロックしたりすべきではないということである。米国では、AT&T、コムキャスト、タイム・ワーナー、ベライゾンなどの高速インターネット・サービス・プロバイダー（ISP）が、2段階のインターネット・サービス・モデルの支持を求めている。
2014年、オバマ大統領は「ネット中立性」を維持し、インターネット・サービス・プロバイダーがウェブサイトをブロックしたり、速度を遅くしたり、速度の異なる階層を作ったりすることを防ぐための新たな計画を発表した。彼は声明で、「料金を支払わないからといって、いかなるサービスも "低速レーン "に閉じ込められるべきではありません。「そのようなゲートキーピングは、インターネットの成長に不可欠な公平な競争条件を損なうことになる。

### オンラインプライバシー
インターネットプライバシー（オンラインプライバシー）とは、個人が情報の流れを規制し、ブラウジングセッション中に生成されるデータにアクセスする機会である。

### インターネットセキュリティ
インターネット・セキュリティには、フィッシング、スパイウェア、マルウェアなどが含まれる。

### 持続可能性
グーグルは、フィンランドにあるデータセンターの電力を100％再生可能エネルギーで賄うため、風力発電事業者と2つの契約を結んだ 。フェイスブックはアイオワ州にデータセンターを建設することを決め、地元のエネルギー供給会社が原子力発電所の建設計画を中止し、代わりに20億ドル（12億3000万ポンド）の風力発電所を建設するよう後押しした。

### 社会技術的重要インフラとしてのインターネット
インフラストラクチャーは、モノ、人、情報を移動させる能力など、広範な重要サービスを提供する 。ガス、電気、水道、交通、銀行などのインフラ・サービスは、さまざまな複雑な方法で高度に相互接続され、相互に依存している 。これらは物理的に、また重要なICTシステムを通じてつながっており、故障がインフラ全体の故障に拡大するのを防いでいる。
インターネット・サイエンスのカリキュラムの開発については、当初は大学院レベルで継続的な活動が行われている。

## インターネットサイエンスの系譜
1934: 'Radiated Library'を最初に想像したのはポール・オットレットだった。
1965: MIT Lincoln Labで2つの異なるコンピュータの交信が行われた。
1968: BeranekとNewmanはインターフェイス・メッセージ・プロセッサー（IMP）仕様の有効性と最終版を発見した。
1969: ノードが次の組織によってインストールされた: UCLA's Network Measurement Centre, Stanford Research Institute (SRI), University of California-Santa Barbara, University of Utah.
1972: Ray Tomlinsonによって国際ネットワーキンググループ（INWG）が結成され、標準プロトコルの研究開発に取り組む。
1973: 「インターネット」という言葉が生まれる。また、ロンドン大学（イギリス）と王立レーダー施設（ノルウェー）がARPANETに接続し、グローバルなネットワークが現実のものとなる。
1974: 最初のインターネットサービスプロバイダー(ISP)がARPANETの商業バージョンの宣伝とともに生まれた。 これは「テレネット」とも呼ばれる。
1974: Vinton CerfとBob Kahnが"A Protocol for Packet Network Interconnection,"という、TCPの設計を発表した。
1976: クイーンエリザベス2世が自身の最初のメールを送った。
1979: ニュースや議論グループをホストするためのUSENETフォーム。
1981: 全米科学財団（NSF）は、コンピュータ・サイエンス・ネットワーク（CSNET）を実証し、その後、大学のコンピュータ科学者にネットワーク・サービスを提供するために助成金を提供した。
1982: TCP（伝送制御プロトコル）とIP（インターネットプロトコル）がARPANETのプロトコルとなる。
1983: DNS が.edu, .gov, .com, .mil, .org, .net, and .int などに対して運用された。
1984: William Gibsonは「サイバースペース」という語を使った最初の人となった。
1985: Symbolics.com (Symbolics Computer Corp. in Massachusetts)は最初に登録されたドメインとなった。
1986: NSFNETがスーパーコンピュータ・センターと毎秒56,000ビット（一般的なダイヤルアップ・コンピュータのモデムの速度）で接続され、オンラインになる。
1987: インターネット上のホスト数が20,000を超える。シスコが初のルーターを出荷。
1989: World.std.com、インターネットへのダイヤルアップアクセスを提供する初の商用プロバイダーとなる。
1990: Tim Berners-LeeがHTMLを開発。このテクノロジーは、現代における人間のインターネットのビューやナビゲーションに大きな影響を与え続けている。
1991: CERNは一般向けにWorld Wide Webを宣伝した。
1992: 最初のオーディオとビデオがインターネットで配信された。「ネットサーフィン」という言葉が大流行した。
1993: ウェブサイトの数が600に達し、ホワイトハウスと国連がオンラインになった。
1994: Netscape Communicationsが誕生。MicrosoftはWindows 95用のWebブラウザを作った。
1995: Compuserve, America Online, Prodigyがインターネットアクセスを提供し始めた。
1996: MicrosoftとNetscapeによるブラウザ戦争がヒートアップした。
1997: パソコンメーカーは、Windows 95の新バージョンでMicrosoftのインターネット・ソフトウェアを削除したり隠したりした。
1998: Google検索エンジンが誕生し、ユーザーのインターネットへの関わり方を変えた。
1999: NetscapeはAOLに買収された。
2000: ドットコムバブルが崩壊した。
2001: 連邦判事がNapsterを一喝した。
2003. SQL Slammerが世界中に10分足らずで拡散した。 
2004: Facebookが出てきて、ソーシャルネットワーキングの時代が始まった。
2005: YouTube.comが立ち上がった。
2006: AOLはビジネスモデルを変え、ほとんどのサービスを無料で提供し、収益を広告に依存するようになった。
2009: インターネット40周年
2010: Facebookのアクティブユーザーは4億人に達した。
2011: TwitterとFacebookは中東の反乱に大きな役割を果たした。